# Utby socken
Utby socken i Västergötland ingick i Vadsbo härad, ingår sedan 1971 i Mariestads kommun och motsvarar från 2016 Utby distrikt.
Socknens areal är 23,67 kvadratkilometer varav 18,05 land. År 2000 fanns här 332 invånare.  Orten Jula samt kyrkbyn Utby med sockenkyrkan Utby kyrka ligger i socknen.

## Administrativ historik
Socknen har medeltida ursprung.  
Vid kommunreformen 1862 övergick socknens ansvar för de kyrkliga frågorna till Utby församling och för de borgerliga frågorna bildades Utby landskommun. Landskommunen uppgick 1952 i Ullervads landskommun som 1971 uppgick i Mariestads kommun. Församlingen uppgick 2009 i Ullervads församling.
1 januari 2016 inrättades distriktet Utby, med samma omfattning som församlingen hade 1999/2000.  
Socknen har tillhört län, fögderier, tingslag och domsagor enligt vad som beskrivs i artikeln Vadsbo härad. De indelta soldaterna tillhörde Skaraborgs regemente, Norra Vadsbo kompani och Livregementets husarer, Vadsbo skvadron, Vadsbo kompani.

## Geografi
Utby socken ligger sydväst om Mariestad med Ymsen i öster och Tidan i väster. Socknen är en odlad slättbygd med skogsmark och mossar i öster. 

## Fornlämningar
Från järnåldern finns gravfält och några gravhögar.

## Namnet
Namnet skrevs 1397 Wby och kommer från kyrkbyn. Namnet innehåller by, 'by; gård' och tolkas som 'gården eller byn som ligger längre ut (än en annan bebyggelse)'.